# 塩谷川 (北海道)

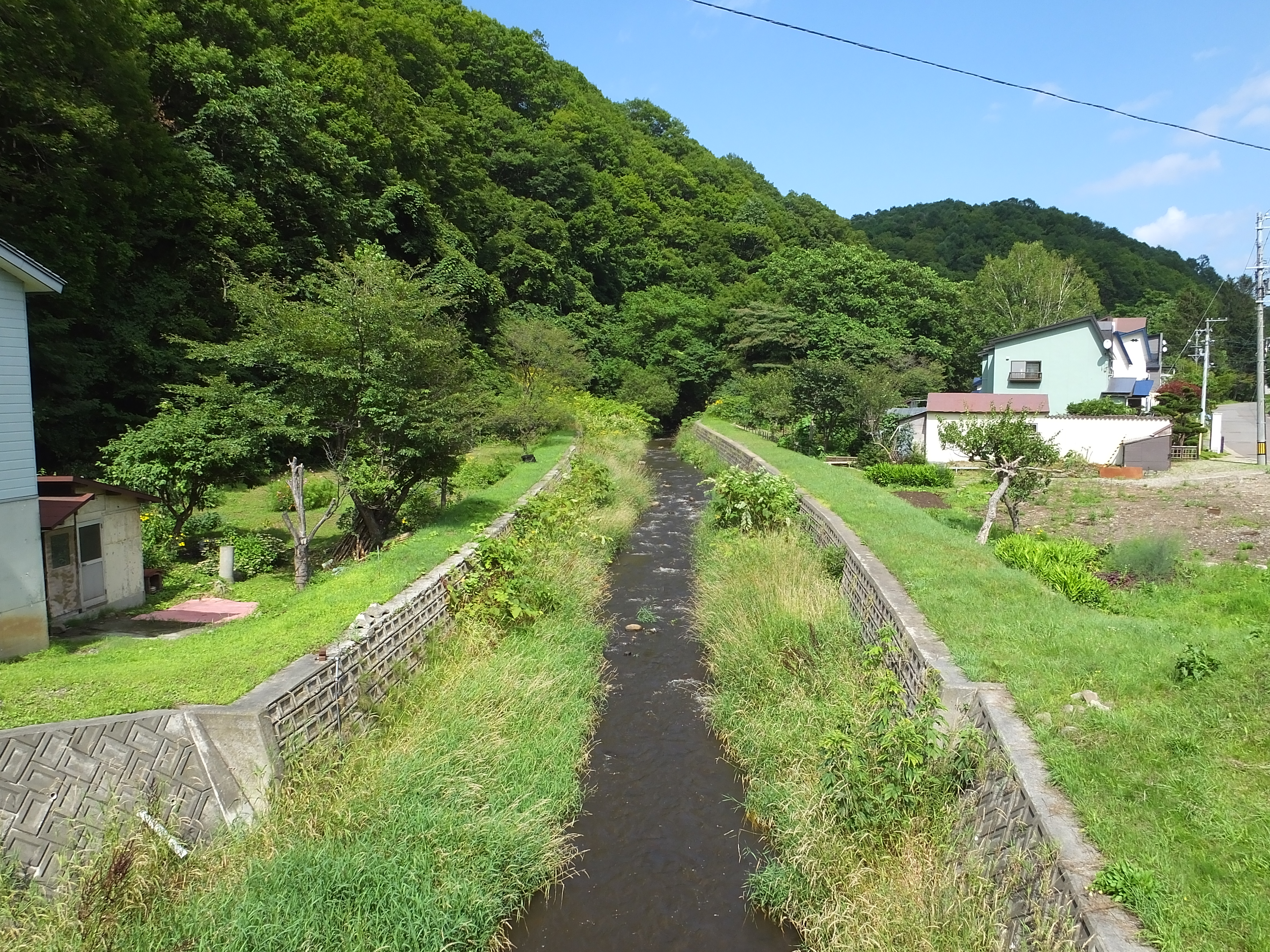
丸山橋より上流方

塩谷川（しおやがわ）は、北海道小樽市西部を流れる二級河川。塩谷川水系の本流である。

## 地理
小樽市塩谷5丁目の於古発山北西斜面に源を発し北流する。塩谷丸山の脇を囲うように流れ、塩谷3丁目付近で支流の伍助沢川を合わせる。以降はコンクリート護岸が整備されているが、流域の大部分は山地であり流れは急である。小樽環状線に沿って谷を下り、国道5号の蔓生橋を越えるとすぐ日本海へ流出する。周辺は塩谷海水浴場である。
流路延長9.0kmのうち、塩谷4丁目付近より下流4.9kmが二級河川に指定されている。塩谷市街地は北を流れる稲穂沢川流域にあり、こちらは川の両岸に沿って小集落が並ぶのみである。

### 名称の由来
一般的な説では、アイヌ語の「シューヤ」（鍋岩）に由来するとされる。サバネクル（村の首領）が岩に鍋を掛けた、ないし鍋の形をした岩があったという。幌泉郡えりも町にある庶野同様「ソヤ」（磯岩の・岸）に基づくという説もあり、特定に至っていない。

## 治水
1985年（昭和60年）から1986年（昭和61年）にかけて、塩谷4丁目北部に砂防堤が建設されている。そこより程近くに塩谷浄水場があるが、1994年（平成6年）に給水先を天神浄水場に切り替えて以来河川からの給水は休止状態にある。河川改修は未改修区間が残っており、重要水防区域の整備は検討段階である。
水質については1979年（昭和54年）頃、流域のガス会社が隠しパイプを使用し夜間にタイマーで汚水を放出していたことが問題になった。

## 主な橋
- 蔓生（つるおい）橋 - 国道5号（羊蹄国道）
- ゴロダ橋 - 北海道道956号小樽環状線
- 塩谷川橋 - 北海道道956号小樽環状線
- 丸山橋 - 北海道道956号小樽環状線
- 塩谷跨線橋 - 北海道道956号小樽環状線
- 伍助沢橋

## 参考資料
- 標高別平均勾配・地形図（後志総合振興局）